# Pyroxene

Pyroxene je slovenska petčlanska rock/metal skupina iz Ljubljane, ki obstaja od leta 2009. Sprva so se predstavljali pod imenom Škrlatna Žetev, nato bili nekaj časa Samsara, 28. decembra 2011 pa so se preimenovali v sedanje ime. 

## Zgodovina
Svoje ustvarjanje so Pyroxene začeli v prostorih Gimnazije Šentvid, na kateri se je večina skupine tudi spoznala. Istega leta je takratna zasedba imela debitantski nastop na prireditvi gimnazije Šentvid. Leta 2010 zamenjajo prostor za vaje in pevca, pridruži pa se jim tudi sedanji ritem kitarist. V tej zasedbi leta 2011 nastopajo tudi na finalu ŠIL-e (Šolska Impro Liga). V letu 2012 pričnejo s prvo koncertno sezono v kateri so imeli kar nekaj nastopov, med drugim na Metelkovi (Menza pri Koritu,  Marihuana marš),  Moto zboru v Vinici in Kongresnem trgu v Ljubljani.  Vrhunec leta pa je bil koncert v MKC Kompleksu na Koroškem, kjer nastopijo kot predskupina Elvis Jackson. Istega leta posnamejo tudi dva singla.
Leta 2013 fantje  gostujejo na spletnem radiu "Radio Turk" in pričnejo sodelovati v projektu medgeneracijskega povezovanja s Centrom aktivnosti Fužine. Koncertna sezona se jim začne na avdiciji festivala Vičstock, kasneje pa nastopijo še na Turkstivalu, Rock'n'roll All you can hear Požrtiji in Šentrocku 2013. Tega leta posnamejo tudi novi singel.
Maja 2014 nastopijo v Kranju na Tednu Mladih ter zmagajo na Rock&Walk festivalu. 4. oktobra tega leta pa naredijo en korak naprej in organizirajo koncert "Pržan se prži" v Ljubljani. Izbrani pa so bili tudi za snemanje singla v studiu Evolucija. Istega leta izide tudi singel "DKP".
Leta 2015 začnejo koncertno sezono z nastopom v klubu Patriot v Novem mestu, kasneje v januarju pa nastopijo še v Orto Baru v sklopu Kadilnica Of Death. Konec februarja gostujejo na radiu Europa 05. V nadaljevanju leta pridejo v ožji krog Rock Vizij. Finala se ne udeležijo, zaradi majske turneje po Nizozemskem. Nastopijo v klubih v Haagu (HPC), Amsterdamu (Waterhole) in Haarlemu (Rock Cafe Bone), kjer jih publika zelo dobro sprejme in jih za naslednje leto povabi na ponovni koncert. Junija nastopijo na HGF Sessionu #35, Hard Place v Zagrebu, julija na festivalu Rock Batuje. V septembru pa ponovno organizirajo festival Pržan se Prži (vol. II.) Tega leta začnejo tudi s produkcijo videospota za singel Helium–3.
Slednji singel 5. februarja 2016 predstavijo v klubu Prulček, skupaj z akustično izvedbo njihovih pesmi. Po tem se osredotočijo na snemanje EP-ja, dokler v začetku septembra ne nastopijo na Hole of Metal, festivalu v Orehovlju ter v Ljubljanskem Cirkusu na Metalwitch festivalu. 
Po slednjih koncertih se vrnejo na snemanje EP-ja, katerega 21. aprila 2017 pod okriljem finske založbe Inverse Records tudi globalno izdajo. 
Za leto 2017 imajo fantje še kar precej ambicij in načrtov. Eden izmed njih je ponovno organizirati turnejo v drugi državi, vendar tokrat ne samo po Nizozemski, ampak tudi po Belgiji in severu Francije. Poleg slednjega pa se trudijo še naprej sodelovati in nastopati na koncertih, festivalih in drugih kulturnih dogodkih, kamor so vabljeni, z željo, da predstavijo svojo glasbo širši publiki.
Njihova glasba zajema elemente bluesa, rocka in metala. Sami svojo zvrst opredeljujejo kot solid metal.

## Zasedba

### Sedanja zasedba
- Jan Tehovnik – vokal (2009–sedaj)
- Kristjan Hacin - solo kitara, violina, spremljevalni vokal (2009–sedaj)
- Gregor Volk - ritem kitara, spremljevalni vokal (2019–sedaj)
- Jure Vukina – bas kitara, spremljevalni vokal (2019–sedaj)
- Žiga Ravšelj - bobni (2019–sedaj)

### Nekdanji člani
- Mate Hrovat - bas kitara, spremljevalni vokal
- Domen Cizej - bobni
- Andraž Kumar - ritem kitara
- Jovica Novković - bas kitara
- Nejc Švajger - ritem kitara
- Anže Mikulan - bobni
- Franci Prepadnik - bobni
- Vid Zgonc - bobni
- Enej Kuplenik - bobni
- Tadej Lavriša - bobni
- Matija Buh - bobni
- Bor Mlekuž Bogunič - kitara

## Diskografija
- Quarantine (singl) 2012
- Spring Blues (singl) 2012
- Things I Was (singl) 2013
- DKP (singel) 2014
- Ep (extended play) 2017